# París-Niza 1961
La París-Niza 1961 fue la 19.ª edición de la París-Niza, que se disputó entre el 10 y el 16 de marzo de 1961. La carrera fue ganada por el francés Jacques Anquetil, del equipo Fynsec-Helyett, por delante de Joseph Groussard (Alcyon Leroux) y Joseph Planckaert (Wiel's-Flandria). Raymond Poulidor (Mercier-BP) se impuso en la clasificación de la montaña, Rik van Looy (Faema) ganó la clasificación por puntos y el conjunto Fynsec-Helyett la de equipos.

## Participantes
En esta edición de la París-Niza tomaron la salida 96 corredores divididos en 12 equipos: Faema, Philco, Mercier-BP, Fynsec-Helyett, Dr. Mann, Saint Raphael, Ígneos, Alcyon-Leroux, Wiel's-Flandria, Liberia-Grammont, Peugeot-BP y Margnat-Roche. La prueba la acabaron 53 corredores.

## Resultados de las etapas
| Etapas                 | Fecha       | Recorrido                           | Km     | Vencedor de etapa | Líder de la general |
| ---------------------- | ----------- | ----------------------------------- | ------ | ----------------- | ------------------- |
| 1.ª etapa              | 10 de marzo | París-Avallon                       | 217 km | Armand Desmet     | Armand Desmet       |
| 2.ª etapa              | 11 de marzo | Avallon-Montceau-les-Mines          | 217 km | André Darrigade   | Armand Desmet       |
| 3.ª etapa              | 12 de marzo | Circuito del Etang du Plessis (CRE) | 23 km  | Saint Raphael     | Tom Simpson         |
| 4.ª etapa              | 13 de marzo | Montceau-les-Mines-Sant-Etiève      | 193 km | Joseph Groussard  | Tom Simpson         |
| 5.ª etapa              | 14 de marzo | Sant-Etiève-Aviñón                  | 218 km | Jean Anastasi     | Tom Simpson         |
| 6.ª etapa, 1.er sector | 15 de marzo | Beaucaire-Vergèze (CRI)             | 68 km  | Jacques Anquetil  | Jacques Anquetil    |
| 6.ª etapa, 2.º sector  | 15 de marzo | Candiac-Manosque                    | 160 km | Rik van Looy      | Jacques Anquetil    |
| 7.ª etapa              | 16 de marzo | Manosque-Niza                       | 225 km | Rik van Looy      | Jacques Anquetil    |

## Etapas

### 1.ª etapa
10-03-1961. París-Avallon, 217 km.
Salida real: Montgeron.
|   | Ciclista             | Equipo        | Tiempo     |
| - | -------------------- | ------------- | ---------- |
| 1 | Armand Desmet        | Faema         | 5h 43' 51" |
| 2 | Joseph Groussard     | Alcyon-Leroux | + 1"       |
| 3 | Jean-Claude Lefebvre | Alcyon-Leroux | m. t.      |

### 2.ª etapa
11-03-1961. Avallon-Montceau-las-Minas
|   | Ciclista         | Equipo        | Tiempo     |
| - | ---------------- | ------------- | ---------- |
| 1 | André Darrigade  | Alcyon-Leroux | 4h 34' 06" |
| 2 | Rik van Looy     | Faema         | m. t.      |
| 3 | Lode Troonbeeckx | Dr. Mann      | m. t.      |

### 3.ª etapa
12-03-1961. Circuito del Etang du Plessis, 23 km. CRE
|   | Equipo         | Tiempo  |
| - | -------------- | ------- |
| 1 | Saint Raphael  | 28' 47" |
| 2 | Faema          | + 4"    |
| 3 | Helyett-Fynsec | + 16"   |

### 4.ª etapa
13-03-1961. Montceau-las-Minas-Santo-Etiève, 193 km.
|   | Ciclista         | Equipo           | Tiempo     |
| - | ---------------- | ---------------- | ---------- |
| 1 | Joseph Groussard | Alcyon-Leroux    | 4h 34' 35" |
| 2 | Henry Anglade    | Liberia-Grammont | + 39"      |
| 3 | Rudi Altig       | Saint Raphael    | m. t.      |

### 5.ª etapa
14-03-1961. Santo-Etiève-Avignon, 218 km.
|   | Ciclista       | Equipo        | Tiempo     |
| - | -------------- | ------------- | ---------- |
| 1 | Jean Anastasi  | Mercier-BP    | 4h 55' 08" |
| 2 | Raymond Elena  | Saint Raphael | m. t.      |
| 3 | Rino Benedetti | Ígneos        | + 42"      |

### 6.ª etapa,1.ersector
15-03-1961. Beaucaire-Vergèze, 68 km. CRI
|   | Ciclista            | Equipo          | Tiempo     |
| - | ------------------- | --------------- | ---------- |
| 1 | Jacques Anquetil    | Fynsec-Helyett  | 1h 00' 20" |
| 2 | Albertus Geldermans | Saint Raphael   | + 1' 12"   |
| 3 | Joseph Planckaert   | Wiel's-Flandria | + 1' 48"   |

### 6.ª etapa, 2.º sector
15-03-1961. Candiac-Manosque, 160 km.
|   | Ciclista       | Equipo        | Tiempo     |
| - | -------------- | ------------- | ---------- |
| 1 | Rik van Looy   | Faema         | 3h 53' 09" |
| 2 | Rudi Altig     | Saint Raphael | + 6"       |
| 3 | Silvano Ciampi | Philco        | + 9"       |

### 7.ª etapa
16-03-1961. Nimes-Manosque, 183 km.
Llegada situada en el Paseo de los Ingleses. Abandonan 40 corredores.
|   | Ciclista             | Equipo        | Tiempo     |
| - | -------------------- | ------------- | ---------- |
| 1 | Rik van Looy         | Faema         | 6h 47' 25" |
| 2 | Pino Cerami          | Peugeot-BP    | m. t.      |
| 3 | Jean-Claude Lefebvre | Alcyon-Leroux | m. t.      |

## Clasificaciones finales

### Clasificación general
|    | Ciclista             | Equipo          | Tiempo      |
| -- | -------------------- | --------------- | ----------- |
| 1  | Jacques Anquetil     | Fynsec-Helyett  | 31h 59' 41" |
| 2  | Joseph Groussard     | Alcyon-Leroux   | + 1' 59"    |
| 3  | Joseph Planckaert    | Wiel's-Flandria | + 2' 00"    |
| 4  | Jean-Claude Lefebvre | Alcyon-Leroux   | + 2' 07"    |
| 5  | Tom Simpson          | Saint Raphael   | + 2' 10"    |
| 6  | Albertus Geldermans  | Saint Raphael   | + 2' 26"    |
| 7  | Rik van Looy         | Faema           | + 2' 29"    |
| 8  | Armand Desmet        | Faema           | + 3' 40"    |
| 9  | Raymond Poulidor     | Mercier-BP      | + 4' 50"    |
| 10 | Edouard Delberghe    | Fynsec-Helyett  | + 5' 14"    |

## Evolución de las clasificaciones
| Etapa(Vencedor)                         | Clasificación general |
| --------------------------------------- | --------------------- |
| Etapa 1 (Armand Desmet)                 | Armand Desmet         |
| Etapa 2 (André Darrigade)               | Armand Desmet         |
| Etapa 3 (Saint Raphael)                 | Tom Simpson           |
| Etapa 4 (Joseph Groussard)              | Joseph Groussard      |
| Etapa 5 (Jean Anastasi)                 | Joseph Groussard      |
| Etapa 6, 1.er sector (Jacques Anquetil) | Jacques Anquetil      |
| Etapa 6, 2.º sector (Rik van Looy)      | Jacques Anquetil      |
| Etapa 7 (Rik van Looy)                  | Jacques Anquetil      |